# Jiong (Xia-König)
Jiong (chinesisch 扃, Pinyin Jiōng) war der zwölfte König der halb-legendären Xia-Dynastie.

## Familie
Jiōng war ein Sohn von Xie von Xia und dessen Gemahlin und damit ein Enkel von Máng und Bruder von Bu Jiang.
Seine eigene Gemahlin ist unbekannt. Sein Sohn war Jǐn und sein Neffe war Kong Jia.

## Biographie
Nach den Bambusannalen regierte Jiōng etwa 18 Jahre, während er nach den Aufzeichnungen des Großen Historikers etwa 21 Jahre regierte.
Er bestieg den Thron im Jahr Wuxu (戊戌).
Im 10. Jahr von Jiōngs Herrschaft starb Bu Jiang.